# Kan 11
Kan 11 (Hebräisch: כאן 11) ist ein staatlicher israelischer Fernsehsender, der 2017 gegründet wurde. Er gehört zur Israeli Public Broadcasting Corporation und begann am 15. Mai 2017 zu senden. Kan 11 ersetzte Channel 1 und sendet hauptsächlich Nachrichten und Kulturprogramme. Der Kanal ist einer von fünf terrestrischen Kanälen des Israelischen Fernsehens.